# Bahnhof Glauburg-Stockheim
Der Bahnhof Glauburg-Stockheim ist neben dem Haltepunkt Glauburg-Glauberg einer von zwei Betriebsstellen in der oberhessischen Gemeinde Glauburg. Er liegt an Streckenkilometer 45,8 der Bahnstrecke Gießen–Gelnhausen (Lahn-Kinzig-Bahn) und ist das heutige Ende der Niddertalbahn, deren Fortführung nach Lauterbach unter dem Namen Vogelsbergbahn, später Oberwaldbahn, vom 1. Oktober 1888 bis zum 1. Juni 1984 in Betrieb war.
Der Bahnhof liegt im Tarifgebiet des Rhein-Main-Verkehrsverbundes (RMV).

## Geschichte
Der Bahnhof Glauburg-Stockheim wurde unter der Bezeichnung Stockheim (Oberhess) am 30. Oktober 1870 mit Inbetriebnahme des Streckenabschnitts Nidda–Büdingen der Lahn-Kinzig-Bahn eröffnet. Ab 1885 schloss hier eine Verbindungsbahn zur Actienzuckerfabrik Büdingen bei Stockheim an. Am 1. Oktober 1888 wurde die Teilstrecke Stockheim–Gedern (Oberwaldbahn) der Niddertalbahn eröffnet. Dieser Abschnitt ist der älteste Teil der Niddertalbahn. Exakt 17 Jahre später, am 1. Oktober 1905, wurde die Niddertalbahn weiter Richtung Süden gebaut (Teilstrecke Nidderau–Stockheim). Einen durchgehenden Verkehr zwischen Bad Vilbel und Lauterbach gab es seit dem 1. Juni 1907.
Der Personenverkehr auf der Strecke Stockheim–Lauterbach wurde am 28. September 1975 eingestellt. Der Güterverkehr auf der Strecke Stockheim–Gedern wurde noch bis zum 1. Juni 1984 betrieben. Am 10. Juni 2001 wurden schließlich alle Gleise zwischen Stockheim und Lauterbach abgebaut. Diese Strecke lässt sich heute größtenteils auf dem „Vulkanradweg“ mit dem Fahrrad erkunden.
2008 wurde die Strecke der Niddertalbahn aufgewertet. So wurde unter anderem der komplette Oberbau erneuert. Ferner wurden alle Bahnsteige der Haltepunkte sowie die Bahnsteige in den Bahnhöfen Nidderau, Niederdorfelden und Stockheim erneuert und auf die Ausstiegshöhe der hier eingesetzten Doppelstockwagen (76 cm) erhöht. Seit dem 4. Mai 2008 existiert nun auch Wochenendverkehr. Dafür wurde an diesem Tag die RMV-Buslinie 5150 (früher Bahnbus 650), welche zwischen Bad Vilbel und Nidderau fuhr, komplett eingestellt.

## Gleise

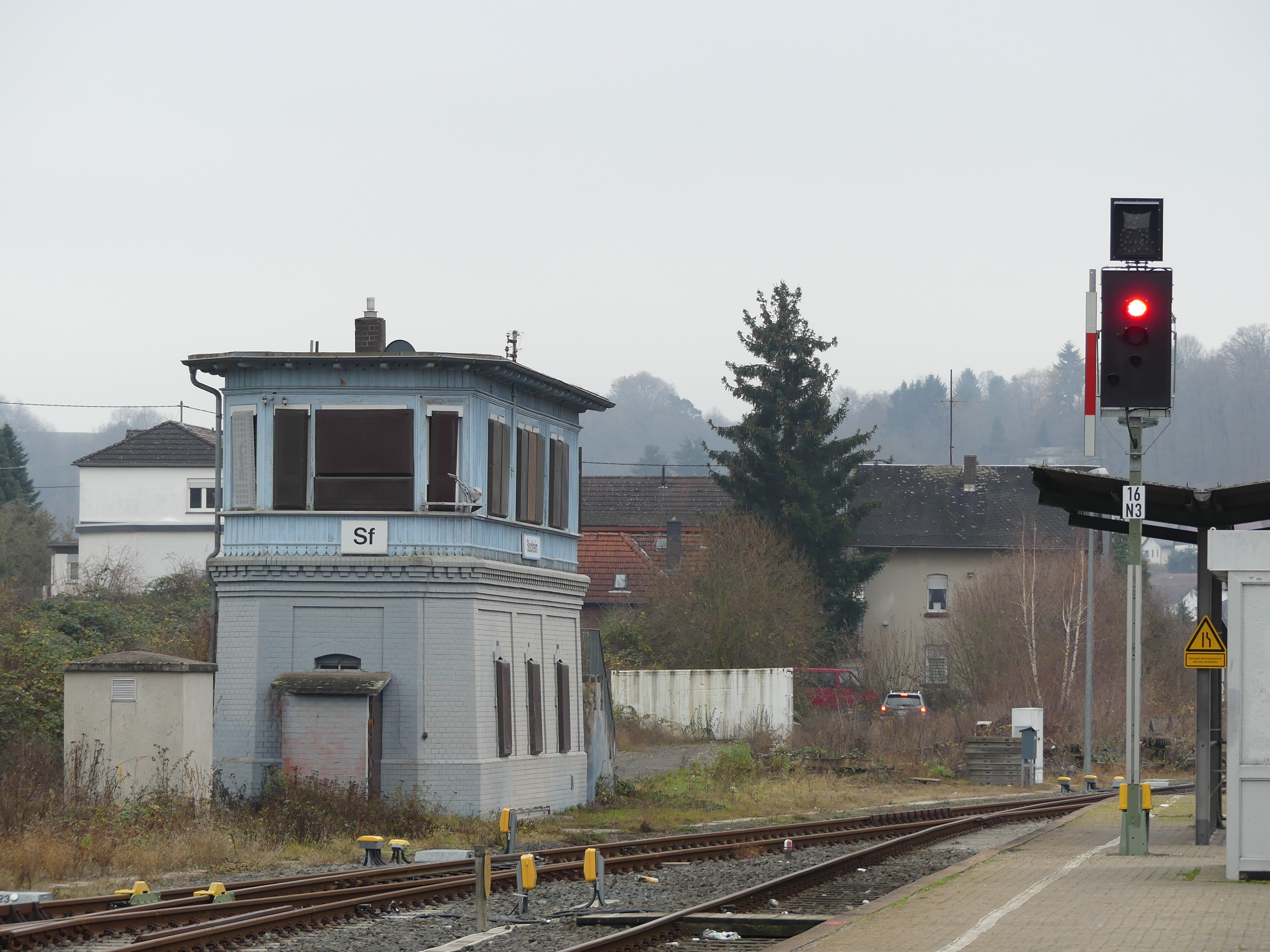
Ehemaliges Stellwerk am Südkopf des Bahnhofs. Rechts ein neues Ks-Signal des ESTW

Der Bahnhof besitzt drei Bahnsteiggleise. Der Hausbahnsteig (Gleis 1) dient ausschließlich den Zügen der Niddertalbahn Richtung Nidderau, Bad Vilbel und Frankfurt am Main. Der Mittelbahnsteig (Gleise 2 und 3) dient vorwiegend den HLB-Zügen der Lahn-Kinzig-Bahn Richtung Gießen über Nidda, Hungen und Lich sowie in südliche Richtung nach Gelnhausen über Büdingen. In beide Richtungen fahren die Züge von Gleis 2. Gleis 3 wird meist nur für Zugbegegnungen genutzt. Selten endet auch mal ein Zug der Niddertalbahn aus Bad Vilbel auf Gleis 3. In Stockheim wurde 2017 das ESTW-A (an ESTW-Z Altenstadt angeschlossen) als Ersatz für die bisherigen mechanischen Stellwerke in Betrieb genommen.

## Empfangsgebäude
Den Spitznamen Stockheimer Lieschen verdankt die Niddertalbahn der früheren Bahnhofsgaststätte in Stockheim, wo viele Reisende und Bahnbedienstete gerne bei Wirtin Liesel Brand einkehrten. Zunächst unter Bahnern, bald auch unter der Bevölkerung wurde die Fahrt „zum Lieschen“ nach Stockheim zum geflügelten Wort.
Nach langen Jahren des Verfalls wurde das Bahnhofsgebäude 2006 schließlich an eine Privatperson verkauft und teilweise saniert. Die Bahnhofsgaststätte ist modernisiert und als Bistro wiedereröffnet worden. In den ehemaligen Diensträumen kann eine Modellbahnanlage (Modellbahnhof Stockheim) mit Themenschwerpunkt Niddertalbahn im Zeitrahmen der 1950er- und 1960er-Jahre besichtigt werden.

## Bahnbetriebswerk
Im nördlichen Bahnhofsbereich gab es auf der Westseite ein kleines Bahnbetriebswerk mit einer 20-m-Drehscheibe und einem dreiständigen Ringlokschuppen. Die Drehscheibe wurde ausgebaut, der Lokschuppen ist gleislos vorhanden. Südlich des Lokschuppens stand ein Wasserturm in Gerüstbauweise.

## Verkehr

### Bahnverkehr
Auf der Niddertalbahn verkehren werktags Züge der DB Regio im Stundentakt nach Frankfurt (Main) Hauptbahnhof, welcher wochentags in den Hauptverkehrszeiten zu einem Halbstundentakt verdichtet wird. Sonntags verkehren die Züge vormittags im Zweistundentakt, ab Mittag im Stundentakt nur bis Bad Vilbel.
Auf der Lahn-Kinzig-Bahn verkehren Züge der Hessischen Landesbahn (HLB) vom Typ GTW 2/6 im Stundentakt zwischen Gießen und Gelnhausen. In der Hauptverkehrszeit enden beziehungsweise beginnen einzelne Züge in Nidda.
| Linie | Verlauf | Takt                                       | Betreiber      |
| ----- | --- | ------------------------------------------ | -------------- |
| RB 34 | Niddertalbahn: (Frankfurt (Main) Hbf – Frankfurt (Main) West –) (werktags) Bad Vilbel – Bad Vilbel-Gronau – Niederdorfelden – Schöneck-Oberdorfelden – Schöneck-Kilianstädten – Schöneck-Büdesheim – Nidderau-Windecken – Nidderau – Nidderau-Eichen – Altenstadt-Höchst – Altenstadt (Hess) – Altenstadt-Lindheim – Glauburg-Glauberg – Glauburg-Stockheim Stand: Fahrplanwechsel Dezember 2021 | 30/60 min (wochentags) 60 min (Wochenende) | DB Regio Mitte |
| RB 46 | Lahn-Kinzig-Bahn: Gießen – Gießen Erdkauter Weg – Watzenborn-Steinberg – Garbenteich – Lich (Oberhess) – Langsdorf (Oberhess) – Hungen – Trais-Horloff – Ober Widdersheim – Borsdorf (Hess) – Nidda – Ranstadt – Effolderbach – Glauburg-Stockheim – Bleichenbach – Büches-Düdelsheim – Büdingen (Oberhess) – Mittel Gründau – Lieblos – Gelnhausen Stand: Fahrplanwechsel Dezember 2021         | 60 min                                     | HLB Hessenbahn |

### Busverkehr
Am Stockheimer Bahnhof halten eine Reihe von Regionalbuslinien. Vom 1. Mai bis 31. Oktober jeden Jahres verkehrt der Vogelsberger Vulkan-Express (VEx) (Buslinien VB-90 bis VB-95). Vom Bahnhof Stockheim aus verkehren allerdings nur die Linien VB-90 nach Schlitz über Gedern, Grebenhain, Herbstein und Lauterbach, sowie die Buslinie VB-94 von Büdingen über Stockheim und Gedern auf den Hoherodskopf.